# 群龍戲鳳
《群龍戲鳳》（英語：Pedicab Driver）是1989年上映的一部香港動作喜劇電影，為該年度之賀歲片；由洪金寶自導自演，其他演員包括利智、孫越、莫少聰、及袁潔瑩，電影講述1950年代兩對男女的哀愁故事。本片榮獲第9屆香港電影金像獎最佳電影歌曲 。

## 劇情
羅通（洪金寶 飾）和麥芽糖（莫少聰 飾）等人任職三輪車人力車夫，前者暗戀製餅女工阿冰（利智 飾），與同樣喜歡阿冰的方師傅（孫越 飾）展開三角戀爭奪戰；麥芽糖則愛上清純少女小翠（袁潔瑩 飾），豈料打扮樸素的小翠竟是惡霸尤五（岑建勳 飾）操控的妓女。小倆口幾經波折終於成婚，卻令尤五大為震怒下斬殺令，羅通悲痛莫名誓找尤五算帳！

## 角色
| 演員        | 角色   | 備註               |
| 洪金寶      | 羅通   | 澳門三輪車工人     |
| 利智        | 阿冰   | 製餅女工           |
| 孫越        | 方师傅 | 做饼师傅，喜歡阿冰 |
| 莫少聰      | 麥芽糖 | 羅通之友，喜歡小翠 |
| 袁潔瑩      | 小翠   | 妓女，喜歡麥芽糖   |
| 盧冠廷      | 山楂餅 | 羅通之友           |
| 孟海        | 砵仔糕 | 羅通之友           |
| 岑建勳      | 尤五   | 惡霸               |
| 周比利      | 唐虎   | 尤五手下           |
| Eddie Maher |        | 尤五手下           |
| 林正英      |        |                    |
| 劉允        |        | 尤五父親           |
| 劉家良      |        |                    |

## 電影歌曲

### 主題曲
| 歌名       | 演唱者 | 作曲   | 填詞   |
| 〈憑着愛〉 | 蘇芮   | 盧冠廷 | 潘源良 |

## 獎項
| 年份 | 頒獎典禮            | 獎項         | 名字                                            | 結果 |
| ---- | ------------------- | ------------ | ----------------------------------------------- | ---- |
| 1990 | 第9屆香港電影金像獎 | 最佳武術指導 | 袁振洋、孟海、洪家班                            | 提名 |
| 1990 | 第9屆香港電影金像獎 | 最佳電影歌曲 | 〈憑着愛〉 主唱：蘇芮 作曲：盧冠廷 填詞：潘源良 | 獲獎 |

## 外部連結
- 香港影庫上《群龍戲鳳》的資料（繁體中文）
- 開眼電影網上《群龍戲鳳》的資料（繁體中文）
- 时光网上《群龍戲鳳》的資料（简体中文）
- 豆瓣电影上《群龍戲鳳》的資料 （简体中文）
- AllMovie上《群龍戲鳳》的资料（英文）
- 爛番茄上《群龍戲鳳》的資料（英文）
- 互联网电影数据库（IMDb）上《群龍戲鳳》的资料（英文）